# Böne kyrka
Böne kyrka är en kyrkobyggnad i samhället Böne i den norra delen av Ulricehamns kommun. Den tillhör sedan 2006 Redvägs församling (tidigare Böne församling) i Skara stift.

## Kyrkobyggnaden
Föregående kyrka på platsen uppfördes på medeltiden. Den var byggd av sten och hade valv. Kyrkorummet var dekorerat med målningar från senare delen av 1400-talet. 
Nuvarande kyrka i empirstil uppfördes 1826 och tornet tillkom 1836. Kyrkan består av långhus med rakt avslutat kor i öster av samma bredd som långhuset. Öster om koret finns en sakristia med rak vägg. Vid kyrkans västra sida finns kyrktornet med huvudingång. Tornet kröns av en huv med lanternin. Långhuset och sakristian har var sina sadeltak som är täckta med enkupigt taktegel. Sakristians tak är lägre än långhusets och är valmat åt öster. Kyrkorummet har ett tunnvalv av trä med profilerad taklist och tio höga blyinfattade fönster.
År 1951 genomfördes en genomgripande restaurering under ledning av Ärland Noreen. Då tillkom bland annat den nya altartavlan.

## Inventarier

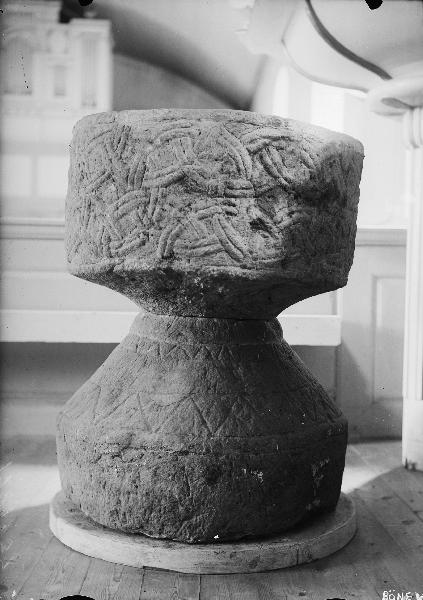
Dopfunten

- Dopfunt av sandsten tillverkad under 1100-talet i två delar. Höjd: 93 cm. Upphovsman är stenmästaren Andreas, som är känd till namnet genom att han signerat två av sina dopfuntar: de som ursprungligen tillhört Gällstad och Finnekumla kyrkor, idag på Statens historiska museum. Cuppan är cylindrisk med skrånande, svagt konkav undersida. Runt livet finns en ringkedjefris. På randen två koncentriska cirklar. Foten är rund med skrånande överdel och överst avslutad med en svag vulst. På översidan två koncentriska spetsflikkragar. Centralt, igenpluggat uttömningshål. [1]
- Predikstolen är mångkantig med ljudtak. Från början var den placerad ovanför altaret och hade passage från bakomliggande sakristia. Någon gång omkring 1850 flyttades predikstolen till sin nuvarande plats vid norra väggen.
- Nuvarande altartavla utförd av Viking Lanje tillkom 1951 och ersatte kors med svepeduk.

### Klockor
Storklockan är en kraftig så kallad Karinklocka av senmedeltida typ. Den har ett tomt skriftband runt halsen.

## Orgel
Orgel, placerad på läktaren i väster, byggdes 1872 av Svante Johansson. Den byggdes 1922 om av A. P. Loocrantz och blev pneumatisk. Den har tio stämmor fördelade på två manualer och pedal. Den stumma fasaden härstammar från 1972 års orgel.
| Manual I (C-f3)   | Manual II (C-f3) | Pedal (C-d1)         | Koppel   |
| ----------------- | ---------------- | -------------------- | -------- |
| Borduna 16'       | Vox celeste 8'   | Subbas 16' (transm.) | I/P      |
| Principal 8'      | Harmonica 8'     |                      | II/P     |
| Rörflöit 8'       | Flöjt 4'         |                      | II/I     |
| Salicional 8'     | Jalousie         |                      | I 4'/I   |
| Viola di Gamba 8' |                  |                      | II 4'/II |
| Octave 4'         |                  |                      |          |

Automatisk pedalväxling, piano, mezzoforte, tutti.